# Udo Baer
Udo Baer (* 1949 in der Niederlausitz) ist ein deutscher Pädagoge, Gesundheitswissenschaftler, Therapeut und Heilpraktiker für Psychotherapie. Er ist Vorsitzender der Stiftung Würde, Gründer der Zukunftswerkstatt therapie kreativ, Gründungsmitglied und wissenschaftlicher Berater des Instituts für soziale Innovationen e.V. sowie des Instituts für Gerontopsychiatrie (IGP). Zusammen mit Claus Koch gründete er 2016 das Pädagogische Institut Berlin. Zusammen mit seiner Ehefrau Gabriele Frick-Baer ist er Begründer der Kreativen Leibtherapie. Baer lebt in Berlin. Er ist verheiratet und hat 3 Kinder.

## Leben und Wirken
Nach seinem Diplom in Pädagogik und Praxiserfahrungen als Leiter von sozialen Modellprojekten absolvierte Baer mehrere therapeutische Ausbildungen und wurde zum Dr. phil. in Gesundheitswissenschaften promoviert. 1987 gründete er die mittlerweile in Duisburg beheimatete Zukunftswerkstatt therapie kreativ. Aus seiner Fortbildungstätigkeit und Praxis mit den Schwerpunkten Tanz-, Kunst- und Musiktherapie sowie Traumatherapie entwickelt er zusammen mit seiner Frau Gabriele Frick-Baer die Kreative Leibtherapie als ein tiefenpsychologisch fundiertes Verfahren.
„Wenn Worte allein nicht helfen“ ... unter diesem Motto entwickelte Baer gemeinsam mit Kollegen zahlreiche Konzepte der Prävention und Gesundheitsförderung sowie der Stärkung traumatisierter, entwürdigter, geflüchteter Menschen, die gemeinsam mit Krankenkassen, Kliniken und andere Einrichtungen umgesetzt werden. Um solche Konzepte zu entwickeln und zu organisieren, beteiligte er sich 2008 an der Gründung des Instituts für soziale Innovationen ISI e.V. und des Instituts für Gerontopsychiatrie (IGP) in Duisburg.
Baer ist publizistisch tätig, oft gemeinsam mit seiner Frau. Sie haben zahlreiche Bücher veröffentlicht. Schwerpunkt seiner publizistischen Tätigkeit sind die künstlerischen Therapien, der Umgang mit Traumafolgen (auch Flucht und Krieg) und die Begleitung hochbelasteter Kinder.

### Forschungsschwerpunkte
Er beschäftigt sich u. a. damit, die phänomenologische Forschungsmethodik für die Erkundung der emotionalen und sonstigen Innenwelten von Erkrankungen wie Traumatisierungen, Essstörungen, Demenz u. a. nutzbar zu machen. Als ein Ergebnis veröffentlicht er zusammen mit Gabriele Frick-Baer u. a. die Schriftenreihe „Bibliothek der Gefühle“ im Beltz-Verlag und weitere Studien.
Baer begleitet diverse Projekte qualitativer Sozialforschung, u. a. das Modellprojekt „Alter und Trauma“. der Stiftung Wohlfahrtspflege des Landes Nordrhein-Westfalen und „Upgrade“ des Innovationsfonds des Gemeinsamen Bundesausschusses.

## Werke (Auswahl)
- Udo Baer: Kreative Leibtherapie – Das Lehrbuch. 2. Auflage. Semnos Verlag, Berlin 2017, ISBN 978-3-934933-36-1.
- Udo Baer/Gabriele Frick-Baer: Das große Buch der Gefühle. 5. Auflage. Beltz Verlag, Weinheim 2022, ISBN 978-3-407-85846-7.
- Udo Baer/Gabriele Frick-Baer: Kriegserbe in der Seele: Was Kindern und Enkeln der Kriegsgeneration wirklich hilft. 7. Auflage. Beltz Verlag, Weinheim 2022, ISBN 978-3-407-85740-8.
- Udo Baer/Gabriele Frick-Baer: Flucht und Trauma: Wie wir traumatisierten Flüchtlingen wirksam helfen können. Gütersloher Verlagshaus, Gütersloh 2016, ISBN 978-3-579-08641-5.
- Udo Baer/Gabriele Frick-Baer: Deine Würde entscheidet: Finde den inneren Kompass für ein gutes Leben. 1. Auflage. Beltz Verlag, Weinheim 2018, ISBN 978-3-407-86508-3.
- Udo Baer: DDR-Erbe in der Seele. Erfahrungen, die bis heute nachwirken. 1. Auflage. Beltz Verlag, Weinheim 2020, ISBN 978-3-407-86636-3.
- Udo Baer/Claus Koch: Handbuch: Pädagogische Beziehungskompetenz. 1. Auflage. Cornelsen bei Verlag an der Ruhr, Mülheim an der Ruhr 2020, ISBN 978-3-8346-5272-0
- Udo Baer/Gabriele Frick-Baer: Wie Kinder fühlen. 1. Auflage. Beltz Verlag, Weinheim 2021, ISBN 978-3-407-86662-2